# Domitius murgis
Espèce
Synonymes
- Nesticus murgis Ribera & De Mas, 2003

Domitius murgis est une espèce d'araignées aranéomorphes de la famille des Nesticidae.

## Distribution
Cette espèce est endémique d'Andalousie en Espagne,. Elle se rencontre à El Ejido dans la province d'Almería dans des grottes de la sierra de Gádor.

## Description
Le mâle holotype mesure 2,59 mm et la femelle paratype 3,01 mm.

## Publication originale
- Ribera, De Mas & Barranco, 2003 : Araneidos cavernícolas de la provincia de Almeria (I) y descripción de cuatro especies nuevas. Revista Ibérica de Aracnología, vol. 7, p. 3-17 (texte intégral).